# Idactus lateralis
Idactus lateralis là một loài bọ cánh cứng trong họ Cerambycidae.